# 労働拒否権
労働拒否権（Refusal of work) は正規労働に適応することを拒否する行動である。
実際の行動としては、政治的、哲学的意図の有無を問わず、様々な社会的グループ及び個人によって実践されてきた。 急進的な政治的立場からは労働の拒否が表立って提唱されている。マルクス主義においては、ポール・ラファルグ、イタリアのWorkerist/オートノミスト(例えばネグリやMario Tronti) 、フランス極左EchangesやMouvementなど。アナーキズムにおいては特にBob BlackとPost left anarchyがあげられる。

## 強制労働の廃止
国際人権法はストライキの権利を除き、労働の拒否を定義してはいない。しかしながら、1957年に国際労働機関において、全ての形態の強制労働を禁止する「強制労働廃止条約(Abolition of Forced Labour Convention)」が採択されている。

## 賃金奴隷という概念
賃金奴隷とは人々の生計が専ら賃金に依存しており、特にその依存が全面的及び緊急性を帯びている状況を指す。 この用語は賃労働と奴隷制の類似を表し、また所有と雇用の類似をも含むタームとして使われていた。このタームは主に経済的搾取と社会階層の存在を批判するのに使われた。前者については主に資本と労働間の交渉力における不公平(特に労働者がの賃金が比較的低い場合。例:搾取工場)を指し、 後者においては、労働者による自主管理権が欠如しているとされる。 この社会階層に関する批判は、社会環境において雇用選択に結びついた階層的圧力の面にまで及ぶ(例えば、賃労働をしないことが、飢えや貧困のみならず、スティグマや地位の縮減に結びつくこと)。
賃金労働と奴隷制の類似は少なくともキケロのころには既に言及されていた。 アメリカ南北戦争の以前、南部の奴隷制擁護派は自らの奴隷と北部の労働者の状態の類似を表すためにこの概念を好んで持ち出した。 産業革命の興隆に当たっては、プルードンやマルクスが、所有財産は積極的な個人的用途へとは向かわない、との批判の文脈の中で、賃労働と奴隷制の比較を発展させた。

## 政治的見解

### マルクス主義

#### ポール・ラファルグ と 怠ける権利
『怠ける権利』は1880年にロンドンに移っていたキューバ生まれのフランス人マルクス主義者、ポール・ラファルグによって執筆された論文である。
この論文は、当時の主要な政治的スタンスが持つ労働観、保守、リベラル、キリスト教、更には社会主義者のそれに対して強く疑義を呈したものである。
ラファルグはマルクス主義の視座から、労働権優位の元に回収される人間存在の退化と隷属を描出することによって、彼らの労働観を原理的及び究極的な誤りとして批判している。そして創造性と結びつく怠惰(Laziness)を、人間の進歩の重要な源泉であると主張した。 
彼は以下のように記している。
"今日のヨーロッパ社会において人間の自然美を見出そうとする場合、我々は労働への嫌悪が未だ経済的侵攻によって摘み取られていない共同体の中を探さなければならない ... かつてのギリシャ人は労働に対して軽蔑を持っていた。労働を許されていたのは奴隷だけであった。自由人は肉体と精神の鍛錬しか知らなかった ... 古代の哲学者たちは労働を、自由人の劣化であると軽蔑を以って語り、詩人は怠惰を神々からの贈り物のして詠った。" 

#### シチュアシオニスト・インターナショナル
Raoul Vaneigemはシチュアシオニスト・インターナショナルの重要な理論家である。5月革命に影響を与え、The Book of Pleasuresを著した。その中で彼は以下のように述べている。
" 君は快楽への帰還によって権力の視座へと立ち戻る。その活力は労働と制約に盗み出いされている。..... 間違いなく労働は快楽を抹殺し、快楽は労働を抹殺する。
もしも君が嫌悪で憤死することをいとわないのであれば、労働、命令もしくは服従、敗北もしくは勝利、見栄を張る、裁き裁かれる、これらの卑しむべき必要性が纏わりついた人生から解放されるだろう。 "

#### オートノミズム
オートノミズム(autonomia)は1960年代のイタリア、workerist (operaismo) communismにおいて、識別可能な理論として台頭した。シチュアシオニスト、70年代のイタリア極左運動の失敗、またアントニオ・ネグリをはじめとする重要な理論家の登場、等々の影響以降はポストマルクス主義、アナキスト派が重要なアクターとなった。この理論はドイツ、オランダ Autonomen、全世界的なソーシャルセンター運動、さらに今日においてはイタリア、フランス、限定的ではあるが英語圏にも影響を与えている。

### アナキズム

#### 労働廃絶論 - The Abolition of Work
『労働廃絶論』はシャルル・フーリエ、ウィリアム・モリス、ヘルベルト・マルクーゼ、ポール・グッドマン、マーシャル・サーリンズらの思想を下敷きに書かれたボブ・ブラック（Bob Black)の著作である。その中で彼は生産-消費社会の廃止を訴えている。そこで力説されているのは、生活の全てが生産と消費に捧げられていると言う点である。
マルクス的社会主義国家も市場資本主義と同様に攻撃されており、人間が自由になる唯一の方法は、仕事と雇用から時間を取り戻そうとするのではなく、必要最低限の仕事を自由意志に基づくフリープレイへと転換することであるとしている(このアプローチを”Ludic”と呼称)。
この論文では以下のように書いている。”働かなくてはいけない者などいない”、なぜなら仕事－政治的もしくは経済的理由によって執行される強制生産活動としての意味での－はこの世界における悲劇の主要な源泉であるから。
ブラックは仕事を、その強制性、面白いはずのタスクを上司への従属を通して”job”という無意味な雑用へと化す形態、業務規則システムによって埋め込まれたその劣等化、そして膨大な数に上る仕事に関係する死亡や負傷(ブラックはこれらを”殺人”に分類する)。
彼は仕事の場で採用されている従属を”a mockery of freedom(自由の愚弄)”と見、雑用における自由を見出す理論家達を偽善であると弾劾する。
仕事に従属は、人を愚かにし、自由に対する恐怖を作り出す。
なぜなら仕事によって人々は規則性と硬直性に馴致され、交友や有意義な活動に使う時間が無くなっていく。
彼によれば、ほとんどの労働者は仕事に不満を抱いているため、議論の余地は無いはずであるが、人々の労働システムに対する距離は、欠陥を視認するには余りにも近すぎるため、論争が起こりうる。 
プレイ(Play)は(上述の仕事)に対して、贈与経済として完全な自由の元、自由意志によってなされ、規則で統治する必要な無い。彼は狩猟採集の社会がプレイ型に分類されると指摘する。
この視点はサーリンズの考えを援用したものである。サーリンズは仕事の不可避駆動性（cumulatively)という面から階層社会の興隆を詳述し、であるから今日の仕事の強制性(cumpulsive)は古代及び中世の農奴のそれから見ても不可解なまでに過酷であるとする。
彼はこの考えに、”仕事”、単に精力によるとしないのであれば、不愉快なものではなく、重要なものが必要とされる。これによってまずは、最も重要な仕事はludicとして表される、またはgame-like, craft-like な活動として”救出”される。次に、大部分の仕事はする必要がなくなる。なぜなら後者のタスクは社会管理や商業という機能を担うことで、一つの全体としての労働システムを維持するためにのみ存在するのだから。
そうして残ったものに、彼はCharles Fourierのarranging activity を持ち出す。よって人々はそれらに能動的にかかわる。
彼はまた労働救済テクノロジーを通した仕事の除去については、懐疑的ではあるが寛容に見ている。 

## 反労働
反労働の倫理は、労働は不幸を引き起こし、よって労働力の総量の減少につながると主張する。この倫理はアナキストらに顕著であり、また数々の論考、バートランド・ラッセルの怠惰への讃歌 、イヴァン・イリイチのThe Right to Useful Unemployment、Bob Blackの The Abolition of Work などによって広まった。 
労働、反労働の倫理についての批判では、フリードリッヒ・ニーチェが著名である。
この倫理の賛同者によれば、資本主義と共産主義社会は、生活コスト、労働市場、労働週間、経済に対する規範的価値観、更には社会規則を通じて、間接的、直接的に"労働"精神を促進するという。批判者は機械化の進展にもかかわらず、平均労働時間がほとんど減少しないのかと問いただす。